# Larry Zbyszko
Pour les articles homonymes, voir Whistler.
Lawrence Whistler (né le 5 décembre 1951 à Chicago), plus connu sous le nom de ring de Larry Zbyszko, est un catcheur, un commentateur de catch et un entraîneur de catch américain. Il est principalement connu pour son travail à la World Wide Wrestling Federation / World Wrestling Federation (WWWF / WWF), l'American Wrestling Association (AWA) ainsi qu'à la World Championship Wrestling (WCW).
Il s'entraîne auprès de Bruno Sammartino et commence sa carrière au Studio Wrestling, la fédération de Sammartino à Pittsburgh. Son mentor l'aide ensuite à rejoindre la WWWF où il devient champion du monde par équipes de la WWWF avec Tony Garea. Il y est aussi l'allié puis le rival de Sammartino.

## Jeunesse
La famille de Whistler vit à Pittsburgh à proximité de la maison du catcheur Bruno Sammartino. Alors qu'il est adolescent, Whistler demande à son voisin de l'entraîner mais ce dernier lui demande d'obtenir un diplôme avant. Après le lycée, il rejoint l'université d'État de Pennsylvanie où il fait partie de l'équipe de lutte. 

## Carrière de catcheur

### Débuts puis rivalité avec Bruno Sammartino (1972-1981)

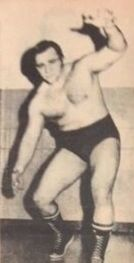
Larry Zbyszko en 1975.

Whistler s'entraine auprès de Bruno Sammartino et fait ses premiers combats de catch au Studio Wrestling, la fédération de Sammartino à Pittsburgh, sous le nom de Larry Zbyszko. Le choix de ce nom est un hommage à Stanislaus Zbyszko, un catcheur d'origine polonaise célèbre dans les années 1920. Il lutte aussi à la World Wide Wrestling Federation. Fin 1974, le magazine le désigne comme étant le Rookie de l'année. Il part en Californie l'année suivante.
De retour à la WWWF en 1976, il fait équipe avec Tony Garea. Ils remporte le championnat du monde par équipes de la WWWF après leur victoire sur Yukon Eric et Yukon Pierre le 21 novembre 1978,. Ils perdent ce titre le 6 mars 1979 face à Jerry et Johnny Valiant. 
Il lutte ensuite seul et est notamment le rival d'Abdullah the Butcher et de Billy Graham. Puisqu'il est un face comme Sammartino les commentateurs n’hésitent pas à comparer Zbyszko à son mentor. Cette rivalité permet à la WWWF de faire revenir sa vedette italienne qui souhaite arrêter sa carrière. De plus, le règne de champion du monde poids lourds de la WWWF de Bob Backlund n'a pas beaucoup d'intérêt pour le public. Leur premier affrontement le 22 janvier 1980 et Zbyszko décide de donner un coup de chaise au visage de Sammartino. Cette rivalité dure toute l'année et se conclut dans un match en cage à Showdown at Shea le 9 août où Sammartino sort de la cage pour obtenir la victoire. Zbyszko quitte la WWF en 1981 car il est déçu de ne pas avoir perdu par tombé et voyant que Vince McMahon, Sr. ne veut pas le mettre en valeur.

### Passage au Japon et à laGeorgia Championship Wrestling(1981-1984)
Après son départ de la WWF, Larry Zbyszko part au Japon et à son retour aux États-Unis il rejoint la Georgia Championship Wrestling (en), un des territoires de la National Wrestling Alliance (NWA). Le 20 mars 1983, il achète le championnat national poids lourd de la National Wrestling Alliance (NWA) pour 25 000 dollars à Killer Tim Brooks (en).

## Carrière d'entraîneur

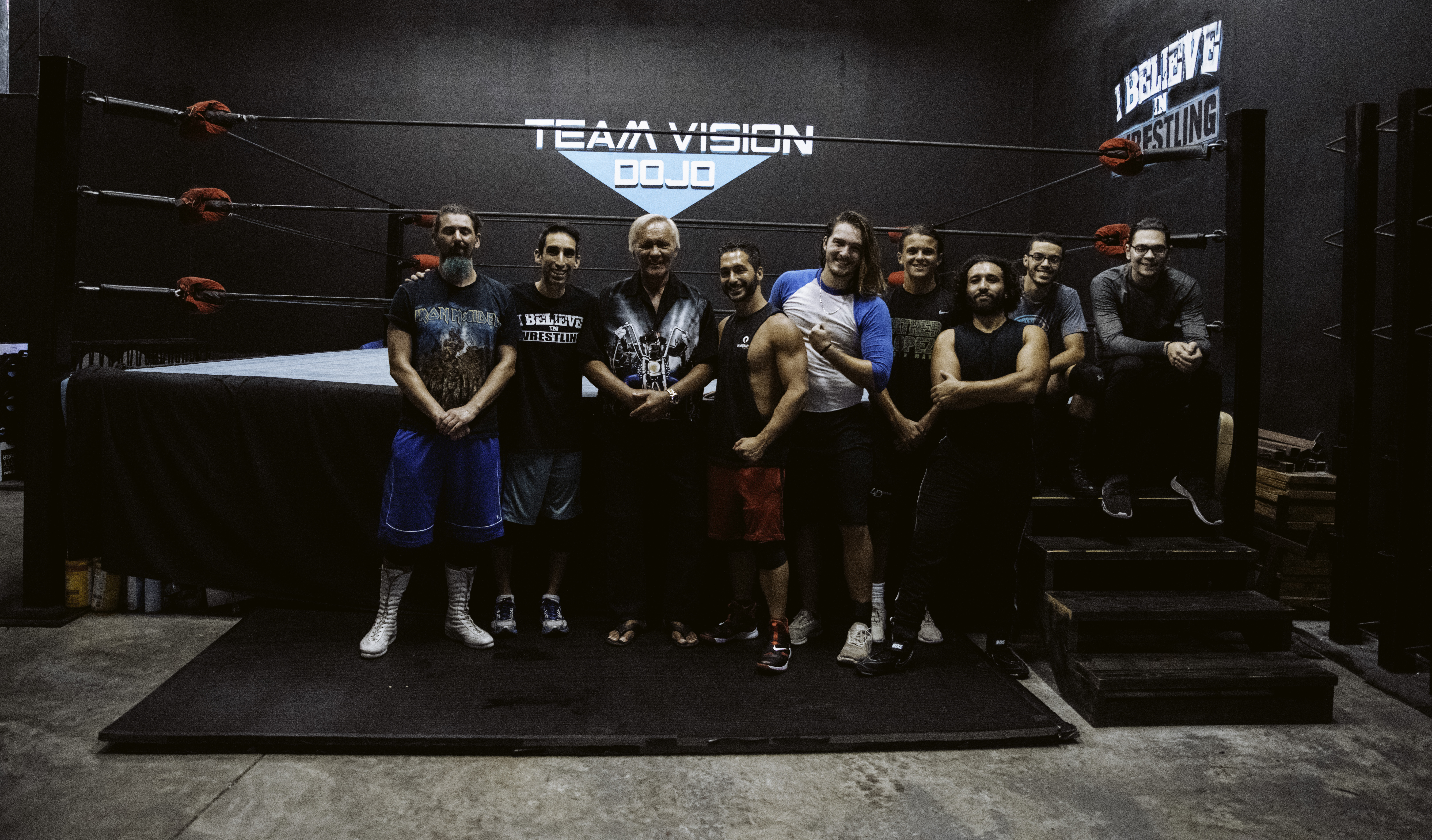
Larry Zbyszko (3e en partant de la gauche) pose avec ses élèves en 2019.

Larry Zbyszko est ponctuellement entraîneur de catch au Team Vision Dojo, une école de catch d'Orlando.

## Vie privée
Il épouse Kathleen Gagne, la fille de Verne Gagne, en 1988. Ils ont un fils, Timothy qui s'essaie au catch.

## Palmarès
- American Wrestling Association (AWA)
  - 1 fois champion poids-lourds d'Amérique de l'AWA[17]
  - 2 fois champion du monde poids-lourds de l'AWA[18]

- American Wrestling Association Superstars of Wrestling (AWA)
  - 1 fois champion du monde poids-lourds de l'AWA[19]
- Georgia Championship Wrestling
  - 2 fois champion National poids lourd de la National Wrestling Alliance[13]
- Southern Championship Wrestling Florida (SCW)
  - 2 fois champion par équipe du Sud de la SCW avec Mister Saint Laurent[20]
- World Championship Wrestling (WCW)
  - 1 fois champion Western States Heritage de la National Wrestling Alliance[21]
  - 1 fois champion du monde par équipes de la WCW avec Arn Anderson[22]
  - 1 fois champion du monde Télévision de la WCW[23]
- World Wide Wrestling Federation / World Wrestling Entertainment (WWWF / WWE)
  - 1 fois champion du monde par équipes de la WWWF avec Tony Garea[24]
  - Membre de la promotion 2015 du WWE Hall of Fame[25]

## Récompenses des magazines
- Pro Wrestling Illustrated
  - Rookie de l'année 1974[6]
  - 2e meilleure progression de l'année 1980[26]
  - Match de l'année 1980 dans un match en cage face à Bruno Sammartino le 9 août[26]
  - Catcheur le plus détesté de l'année 1980[26]
  - Équipe de l'année 1991 avec Arn Anderson[27]

| Année | 1991 | 1992 | 1993       | 1994 | 1995 à 2007 | 2008 | 2009 |
| ----- | ---- | ---- | ---------- | ---- | ----------- | ---- | ---- |
| Rang  | 38   | 50   | Non classé | 81   | Non classé  | 492  | 492  |

- Wrestling Observer Newsletter
  - Meilleure progression de l'année 1980[29]
  - Rivalité de l'année 1980 contre Bruno Sammartino[29]
  - Meilleur heel de l'année 1980[29]